# Samuel Johnston
Ne doit pas être confondu avec Samuel Johnson ou Sam Johnson.
Pour les articles homonymes, voir Johnston.
Samuel Johnston (15 décembre 1733, Dundee – 17 août 1816, Edenton) est un avocat et homme politique américain d'origine écossaise.

## Biographie
Délégué de Caroline du Nord au Congrès continental, il en est élu président le 10 juillet 1781, mais décline le poste au profit de Thomas McKean. Après l'indépendance, il devient gouverneur de Caroline du Nord (1787-1789), puis sénateur au sein des 1er et 2e congrès (1789-1793). Il prend sa retraite en 1803, après trois années comme juge de la Cour supérieure de Caroline du Nord.